# Backspace

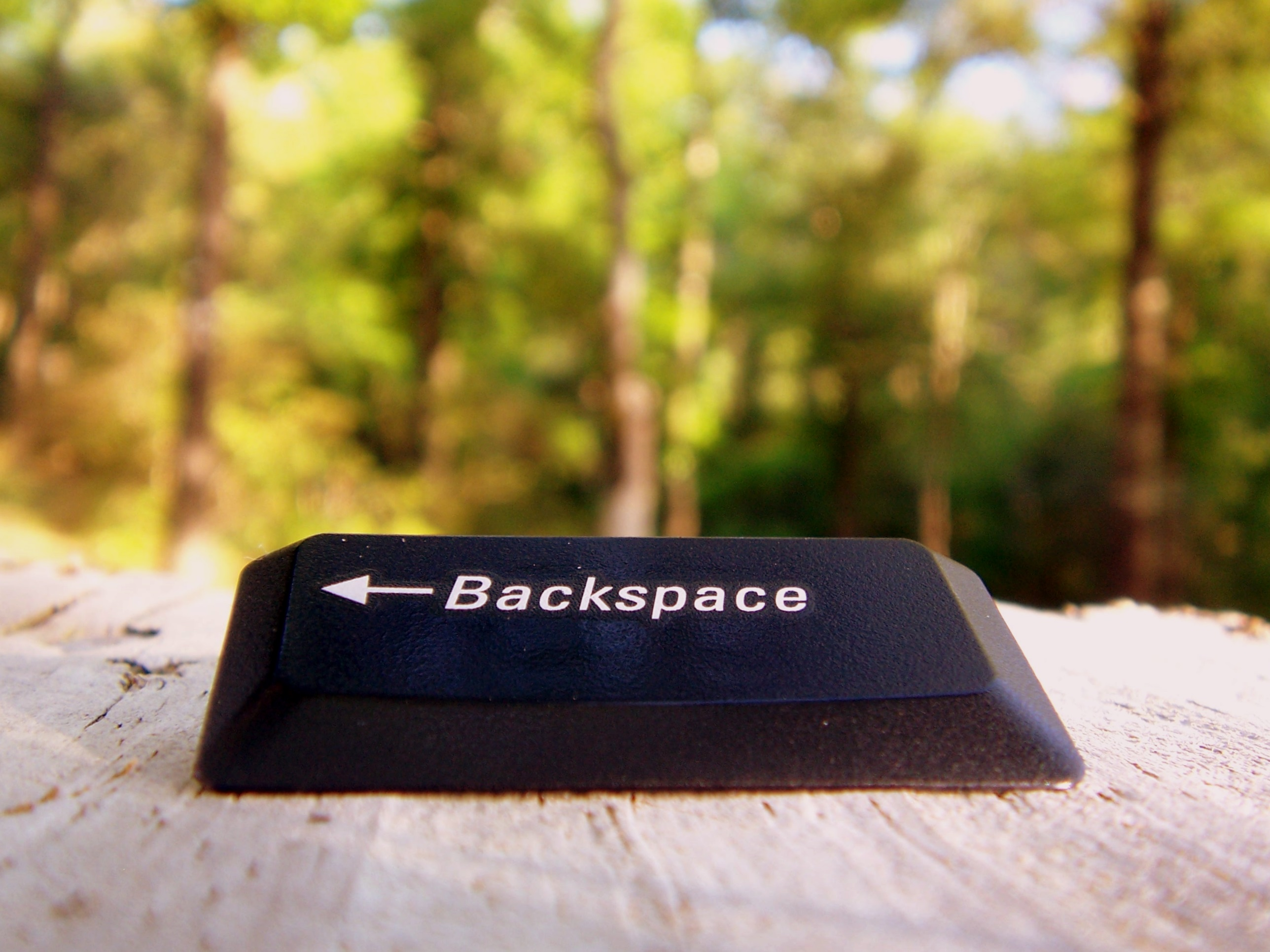
Il tasto backspace

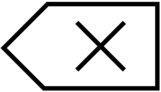
Pittogramma ISO/IEC 9995

In una tastiera per computer il tasto  Backspace ← Backspace è il tasto della tastiera dei computer che sposta il cursore di una posizione indietro, cancella il carattere precedente, e sposta indietro il testo una volta di una posizione.
Esso è distinto dal tasto di cancellazione, denominato Canc Canc o Del che invece ha lo scopo di eliminare il carattere dopo il cursore, spostando tutti i caratteri seguenti una posizione "indietro" verso il carattere appena cancellato.
Il tasto "backspace" è comunemente usato per tornare indietro alla cartella precedente durante l'esplorazione delle cartelle oppure alla cartella superiore a seconda della particolare versione di Windows Explorer usata, oppure per tornare alla pagina precedente durante l'uso di un browser web.